# نجا رقيقة الأوراق
نجا رقيقة الأوراق (الاسم العلمي:Najas tenuifolia) هي نوع من النباتات تتبع جنس النجا من فصيلة الحب المائية.